# Грајликвил (Мичиген)
Грајликвил (енгл. Greilickville) насељено је место без административног статуса у америчкој савезној држави Мичиген.

## Демографија
По попису из 2010. године број становника је 1.530, што је 115 (8,1%) становника више него 2000. године.
| Група             | 2000.         | 2010.         |
| Белци             | 1.381 (97,6%) | 1.487 (97,2%) |
| Афроамериканци    | 9 (0,6%)      | 1 (0,1%)      |
| Азијати           | 1 (0,1%)      | 6 (0,4%)      |
| Хиспаноамериканци | 8 (0,6%)      | 26 (1,7%)     |
| Укупно            | 1.415         | 1.530         |